# EDonkey2000
eDonkey2000 (eller eDonkey eller blot ed2k) er en både en populær fildelings-program, som er udviklet af MetaMachine, og navnet på den protokol, som programmet bruger.
Efter eDonkey2000's udgivelse er der opstået andre klienter til eDonkey-netværket, som efterhånden har overhalet den oprindelige klient i popularitet. Den mest populære klient er for tiden eMule, men aMule, xMule, Overnet er også udbredte klienter.
Den officielle eDonkey2000-klient er med tiden blevet udvidet med diverse funktioner. Eksempelvis Horde (som forsøgte at effektivisere hentningen af populære filer) og Overnet (som egentlig tidligere var en klient for sig selv, men som forsøgte at gøre eDonkey-netværket serverløst).
En bemærkelsesværdig tiføjelse til peer-to-peer-funktionaliteten, som eDonkey indførte, er integrationen med webbrowsere: De fleste eDonkey-klienter kan integreres med operativsystemets browser, så de håndterer såkaldte "ed2k links", som starter med "ed2k://" i URI'en. Denne funktion gav anledning til hjemmesider, som indekserede eDonkey-netværket, hvor den mest populære var ShareReactor.